# Фенхены

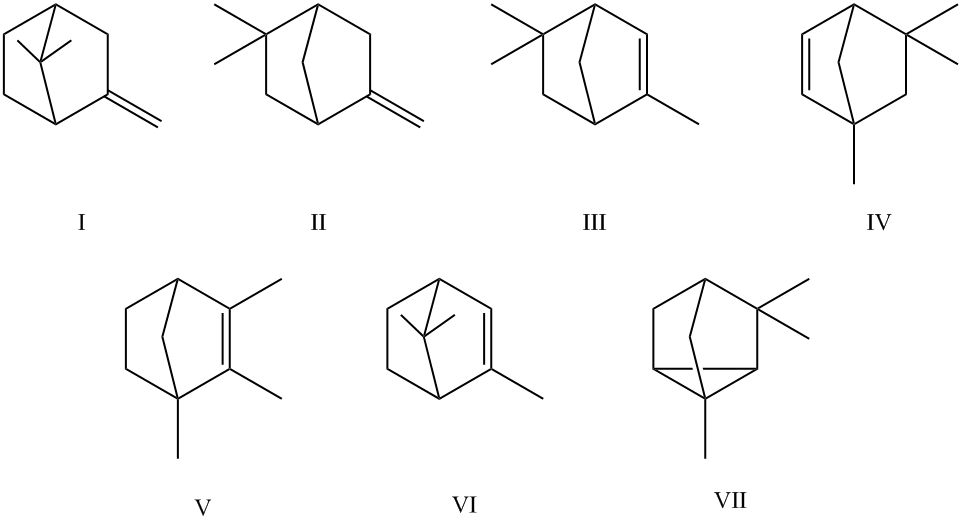
Фенхены

Фенхены - бициклические терпены состава C10H16 следующего строения (7 изомеров):
- I - α-фенхен (7,7-диметил-2-метиленбицикло[2.2.1]гептан)
- II - β-фенхен (2,2-диметил-5-метиленбицикло[2.2.1]гептан)
- III - γ-фенхен (2,5,5-триметилбицикло[2.2.1]гепт-2-ен)
- IV - δ-фенхен (1,5,5-триметилбицикло[2.1.1]гепт-2-ен)
- V - ε-фенхен (1,2,3-триметилбицикло[2.2.1]гепт-2-ен)
- VI - ζ-фенхен (2,7,7-триметилбицикло[2.2.1]гепт-2-ен)
- VII - циклофенхен (1,3,3-триметилтрицикло[2.2.1.02,6]гептан)

## Свойства
Фенхены — бесцветные летучие жидкости с камфорным запахом. Хорошо растворимы в органических растворителях. Нерастворимы в воде.
| Соединение  | Ткип, °C    | d20    | nd20           | [α]D20 |
| ----------- | ----------- | ------ | -------------- | ------ |
| α-фенхен    | 156—158     | 0,869  | 1,4724         | ±32,1  |
| β-фенхен    | 150—153     | 0,8591 | 1,4645 (19 °C) | ±62,9  |
| γ-фенхен    | 145—147     | 0,8547 | 1,4607         | ±45,6  |
| δ-фенхен    | 139—140     | 0,8381 | 1,4494         | ±68,8  |
| ε-фенхен    | 152,7—153,3 | 0,8567 | 1,4635         | 0      |
| ζ-фенхен    | 146—146,8   | 0,8626 | 1,4685         | ±24,1  |
| циклофенхен | 143—143,5   | 0,8603 | 1,4515         | ±0,9   |

Фенхены легко окисляются кислородом воздуха. При нагревании в присутствии кислотных катализаторов изомеризуются и частично полимеризуются. Вступают в реакции по двойной связи — присоединяют галогены, галогеноводороды, NaOCl, N2O5. Присоединяют воду с образованием фенхолов и изофенхола.

## Нахождение в природе
Фенхены содержатся в малых количествах (до 1—2 %) во многих эфирных маслах, в масле Citrus ladaniferus (до 10—12 %), а также в техническом камфене в качестве примеси.